# Susanna Amatuni
Susanna Amatuni est une compositrice et musicologue arménienne née le 28 février 1924 à Erevan et morte le 20 mars 2010 dans la même ville.

## Biographie

### Enfance et formation
Sa mère, Elizaveta Gerasimovna (Karapetowna) Amatunin, était une enseignante de russe. Le père de Susanna, Babkena Amatuni, était le chef de la gare d’Erevan. En 1928, la famille déménage d’Erevan à Leninakan, où le père a obtenu un poste de chef de la section VI du chemin de fer transcaucasien.
Son père est condamné à mort pour espionnage présumé.

### Carrière
Elle commence à enseigner au Conservatoire d’Erevan en 1965.